# Zizyphia cleodorella
Zizyphia cleodorella är en fjärilsart som beskrevs av Pierre Chrétien 1908. Zizyphia cleodorella ingår i släktet Zizyphia och familjen stävmalar. Inga underarter finns listade i Catalogue of Life.